# 1980 en animation asiatique
Voir aussi: 1980 au cinéma - 1980 à la télévision
1979 en animation asiatique - 1980 en animation asiatique - 1981 en animation asiatique

## Principales diffusions au Japon

### Films
- 8 mars : Ashita no Joe, le film
- 15 mars : La forêt enchantée (en)
- 15 mars : Doraemon: Nobita no kyōryū
- 15 mars : Phénix, l'oiseau de feu
- 15 mars : Galaxy Express 999: Glass no Clair
- 15 mars : Hana no Ko Lun Lun - Konnichiwa Sakura no Sono (en)
- 15 mars : Rémi sans famille
- 26 avril : Destination Terra
- 3 mai : Ganbare!! Tabuchi-kun!! Gekitō Pennant Race (en)
- 12 juillet : Mahō Shōjo Lalabel: Umi ga Yobu Natsuyatsumi (en)
- 19 juillet : 11 piki no neko (en)
- 19 juillet : Haha wo tazunete sanzenri
- 26 juillet : Makoto-chan
- 2 août : Yamato yo Towa ni
- 31 août : Nucléa 3000 (en)
- 13 décembre : Ganbare!! Tabuchi-kun!! Ā Tsuppari Jinsei (en)
- 20 décembre : Cyborg 009: La Légende des super-galactiques

### Séries télévisées
- 6 janvier : Tom Sawyer (49 épisodes)
- 7 janvier : Les Lutins de la Forêt (en) (26 épisodes)
- 8 janvier : Le Merveilleux Voyage de Nils Holgersson au pays des oies sauvages (52 épisodes)
- 9 janvier : L'Oiseau bleu (26 épisodes)
- 2 février : Muteki robo Trider G7 (en) (50 épisodes)
- 2 février : Otasukeman (en) (53 épisodes)
- 4 février : Futago no Monchhichi (130 épisodes)
- 15 février : Le Monde Enchanté de Lalabel (en) (49 épisodes)
- 19 mars : Uchū Taitei God Sigma (en) (50 épisodes)
- 4 avril : Mū no Hakugei (ja) (26 épisodes)
- 6 avril : King Arthur (2nde partie) (22 épisodes)
- 6 avril : Sue Cat (ja) (40 épisodes)
- 7 avril : Paul le pêcheur (109 épisodes)
- 14 avril : Ganbare Gonbe (ja) (112 épisodes)
- 15 avril : Zukkoke Knight - Don De La Mancha (en) (23 épisodes)
- 8 mai : Densetsu Kyojin Ideon (en) (39 épisodes)
- 30 juin : Uchū Senshi Baldios (en) (34 épisodes)
- 16 juillet : Genki (en) (35 épisodes)
- 2 septembre : Kaibutsu-kun (en) (saison 2) (94 épisodes)
- 7 septembre : Tondemo Senshi Muteking (ja) (56 épisodes)
- 28 septembre : Ojamanga Yamada-kun (en) (103 épisodes)
- 1 octobre : Astro, le petit robot (52 épisodes)
- 3 octobre : Shin Tetsujin 28 (en) (51 épisodes)
- 9 octobre : Tchaou et Grodo (39 épisodes)
- 11 octobre : Uchū senkan Yamato III (25 épisodes)
- 11 octobre : Manga Kotowaja Jiten (ja) (88 épisodes)
- 13 octobre : Ashita no Joe 2 (47 épisodes)